# 프랑스 혁명 전쟁
프랑스 혁명 전쟁(프랑스어: Guerres de la Révolution française)은 프랑스 혁명으로부터 비롯된 일련의 대규모 군사 충돌로, 1792년부터 1802년까지 지속되었다. 이 전쟁은 프랑스를 중심으로 영국, 신성 로마 제국, 프로이센, 러시아 제국 및 여러 국가들과의 대립으로 전개되었다. 전쟁은 제1차 대프랑스 동맹(1792~1797)과 제2차 대프랑스 동맹(1798~1802)의 두 시기로 나뉜다. 처음에 전쟁은 유럽 내에 국한되었으나, 전투는 점차 전 세계적인 양상을 띠게 되었다. 프랑스는 10년에 걸친 지속적인 전쟁과 외교 전략을 통해 이탈리아반도, 저지대 국가, 라인란트 지역을 점령하였으며, 대규모 징병제를 통해 전 유럽을 상대로 완전 동원된 강력한 군사력을 구축했다. 이러한 승리로 프랑스는 점령지를 통해 혁명 원칙을 유럽 전역에 확산시킬 수 있었다.
이미 1791년부터 유럽의 군주국들은 프랑스 혁명과 그 혼란에 대해 격분하였고, 루이 16세를 지원하거나 혼란을 기회로 삼기 위해 개입할지를 고려했다. 오스트리아는 프랑스 국경에 병력을 배치하고 프로이센과 함께 필니츠 선언을 발표하여 루이 16세와 마리 앙투아네트에게 해가 가해질 경우 심각한 결과가 따를 것이라 경고했다. 오스트리아가 병력을 철수하지 않고 무력 사용 가능성을 철회하지 않자, 프랑스는 1792년 봄 오스트리아와 프로이센에 전쟁을 선포했다. 두 나라는 공동 침공을 감행했지만, 프랑스는 9월 발미 전투에서 이들을 저지하는 데 성공했다. 이 승리는 국민공회가 군주제를 폐지하도록 고무시켰다. 이후 프랑스 혁명군은 연이은 승리를 거두었으나, 1793년 봄 네르빈덴 전투에서 패배하며 흐름이 꺾였다. 이후에도 연패가 이어졌고, 이러한 위기는 자코뱅의 집권과 국가 통합을 위한 공포정치의 도입으로 이어졌다.
1794년 들어 프랑스의 전황은 급격히 개선되었으며, 플뢰뤼스 전투에서 오스트리아 및 네덜란드군에, 카프마니 전투에서는 스페인군에 승리하였다. 1795년에는 오스트리아령 네덜란드와 네덜란드 공화국을 점령했고, 바젤 조약을 통해 스페인과 프로이센을 전쟁에서 이탈시켰다. 무명에 가까웠던 나폴레옹 보나파르트는 1796년 4월 이탈리아에서 첫 군사 작전을 개시했다. 1년이 채 되지 않아 나폴레옹은 프랑스군을 이끌고 합스부르크군을 거의 전멸시키고 이탈리아반도에서 축출하였으며, 거의 모든 전투에서 승리하고 15만 명의 포로를 사로잡았다. 프랑스군이 비엔나로 진격하자 오스트리아는 평화를 요청했고, 1797년 10월 17일 캄포포르미오 조약을 체결하면서 제1차 동맹전이 종결되었다.
제2차 대프랑스 동맹은 1798년 나폴레옹이 이끄는 이집트 침공으로 시작되었다. 프랑스가 중동에 집중하고 있는 틈을 타 연합국은 제1차 동맹전에서 잃은 영토를 되찾고자 했다. 전쟁 초반, 유럽에서 연합군은 이탈리아를 탈환하고 스위스를 침공하며 마냐노, 카사노, 노비 전투 등에서 승리를 거두었다. 그러나 1799년 9월 취리히 전투에서 프랑스가 승리하면서 러시아는 전쟁에서 이탈하였다. 한편, 나폴레옹의 군대는 피라미드 전투, 타보르산 전투, 아부키르 전투에서 승리했으나, 아크레 포위에서 결정적인 패배를 당하며 이집트 작전의 전환점을 맞았다. 이집트에서의 승리는 프랑스 내에서 나폴레옹의 인기를 더욱 끌어올렸고, 그는 1799년 가을 귀국했으나, 이집트에 남겨진 프랑스군은 어려운 처지에 빠졌다. 더불어, 1798년 나일 해전에서의 영국 해군 승리는 지중해에서 영국의 제해권을 확고히 하고 프랑스 해군을 혁명 전쟁 기간 내내 약화시켰다.
나폴레옹이 이집트에서 돌아오자 브뤼메르 18일 쿠데타를 통해 총재정부를 무너뜨리고 자신을 집정으로 앉혔다. 이후 그는 프랑스군을 재정비하고 1800년 봄 오스트리아를 상대로 다시 이탈리아 원정을 단행하였다. 6월 마렝고 전투에서의 결정적인 승리로 오스트리아는 이탈리아에서 다시 철수하게 되었고, 12월에는 바이에른의 호엔린덴 전투에서 또 다른 대승을 거두었다. 오스트리아는 다시 평화를 요청하였고, 1801년 뤼네빌 조약이 체결되었다. 오스트리아와 러시아가 전쟁에서 이탈하자, 영국은 고립되었고 1802년 아미앵 조약을 통해 나폴레옹 정부와 평화에 합의하며 혁명 전쟁은 마무리되었다. 그러나 잠복해 있던 긴장은 쉽게 사그라지지 않았고, 1년 후 제3차 대프랑스 동맹이 결성되며 나폴레옹 전쟁이 시작되어 일련의 동맹 전쟁이 이어지게 된다.

## 배경
1780년대 말 7년 전쟁 이후 유럽강대국 간의 대립 관계는 해소되어 가고 있었다. 프로이센, 오스트리아, 러시아 3국은 제1차 폴란드 분할(1772년)에 협조하여 각각 국경에 인접한 지역을 획득했다. 러시아와 스웨덴은 1788년부터 제1차 러시아-스웨덴 전쟁을 벌였지만, 스웨덴의 우세로 러시아가 핀란드에 대한 간섭을 중지하는 것으로 양국 관계는 개선되었다. 영국은 미국 독립 전쟁에 따른 제1차 무장 중립 동맹의 결성으로 국제적 고립에 처했지만, 이 전쟁 종결로 인해 고립이 해소되었다. 이러한 국제 환경에서 ‘프랑스 혁명’이 발발했다. 프랑스 혁명은 결국 프랑스의 순수한 국내문제로 남아 있을 수 없게 되었다. 알자스 지방에 독일군주들이 갖고 있던 소유권이 혁명으로 영향을 받게 되자 독일군주들과의 긴장관계가 야기되었다. 또 프랑스 국내의 교회재산이 몰수되고 아비뇽 지방을 프랑스가 합병함으로써 교황과의 관계는 악화되었다.
유럽의 군주들은 프랑스 혁명의 동향을 주시하고 있었다. 스웨덴 국왕 구스타프 3세는 프랑스 왕가와 인연으로 일찍부터 반혁명의 입장을 표명했다. 1791년 6월, 루이 16세 일가의 프랑스 탈출이 실패로 끝나면서(바렌느 사건) 즉시 프랑스에서 망명 귀족(에미그레)과 연계해 반혁명 십자군의 결성을 유럽 각국에 호소했다. 그러나 요청에 응한 러시아 황제 예카테리나 2세 만으로 결성에는 이르지 않았다. 1792년 3월 구스타프 3세가 암살 되자, 스웨덴은 혁명 전쟁에 참가할 명분이 없어졌다.
신성 로마 제국 황제 레오폴트 2세에도 해결책을 찾을 수 밖에 없었다. 레오폴트 2세는 프랑스 국왕 루이 16세의 왕비 마리 앙트와네트의 친오빠로 혁명이 과격화됨에 따라 친족에게 가해지는 위험을 간과할 수 없게 되었던 것이다. 1791년 8월 27일 레오폴트 2세는 망명 귀족인 아르투 백작(루이 16세의 동생)의 중재 하에 프로이센 국왕 프리드리히 빌헬름 2세와 공동으로 《필니츠 선언》을 발표했다. 이는 프랑스 왕가의 안전을 보호하기 위해 필요하다면 혁명에 개입할 준비를 한다는 내용이었다.
레오폴트 2세 자신은 반드시 전쟁을 원하지는 않았지만, 프랑스 혁명 정부는 이 선언을 심각한 위협으로 받아들였다. 또한 오스트리아령 네덜란드(벨기에)와 독일의 왕당파와 망명 귀족의 선동 활동도 혁명 정부를 자극하기에 충분했다. 프랑스와 오스트리아 사이에 알자스로렌의 귀속 문제라는 오랜 충돌도 있었다. 이러한 것을 배경으로 당시 외무대신의 지위에 있었던 뒤무리에 등의 주도 아래, 프랑스 입법 의회는 1792년 4월 20일 오스트리아에 선전 포고를 결의했다.

## 과정

### 참전국
프랑스 측에서는 전쟁의 과정에서 탄생한 프랑스의 위성국으로, 1796년 10월 이후에는 스페인이 참전했다.
대프랑스 대동맹에 참가한 국가는 다음과 같다. 그밖에 프랑스는 네덜란드, 스위스, 베네치아 공화국, 교황령 등을 급습하였다.
- 제1차 대프랑스 동맹 - 그레이트브리튼 왕국, 오스트리아, 오스트리아령 네덜란드(벨기에, 룩셈부르크), 프로이센, 스페인, 나폴리 왕국, 사르데냐 왕국 (피에몬테)
- 제2차 대프랑스 동맹 - 그레이트브리튼 왕국, 오스트리아, 러시아 제국, 오스만 제국

### 풍전등화의 프랑스(1792)

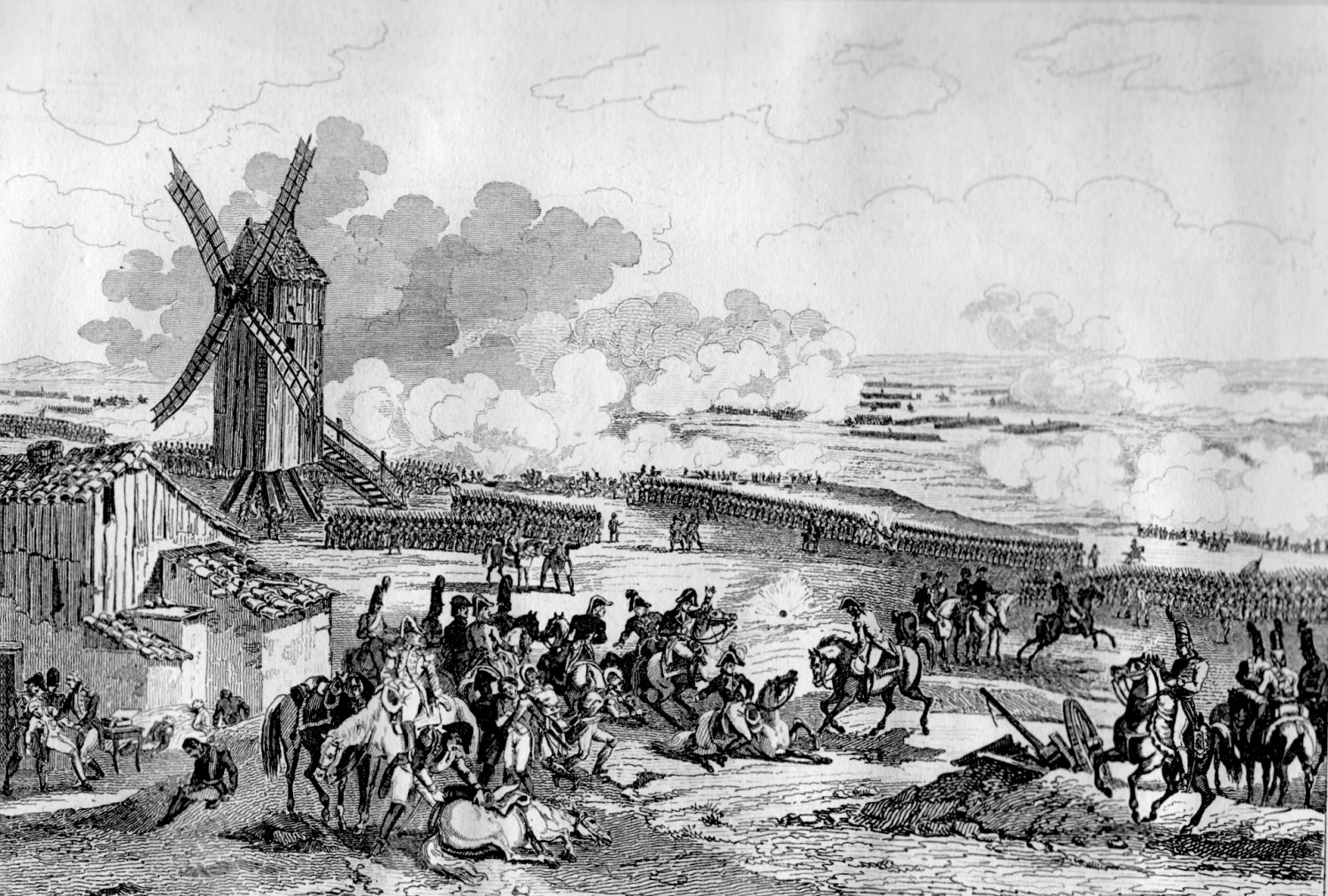
발미 전투

본격적으로 전쟁을 치르기 전, 로샹보 백작 · 라파예트 후작, 그리고 니콜라 뤼크네르의 부대들은 샤를 프랑수아 뒤무리에와 프랑수아 크리스토프 켈레르만의 부대로 재편되었다. 뒤무리에는 남부 네덜란드의 침공 작전을 계획하고 있었다. 현지 주민은 프랑스군에 호응하여 황제의 지배에 대항하여 봉기할 것이라는 기대도 있었다. 그러나 시기를 맞추지 못했으며, 혁명으로 프랑스군도 혼란했던 것이다. 장교들은 귀족 계급이기 때문에 혁명 정부에 비협조적이었고, 병사들의 규율도 풀어져 적 앞에서 도망가거나 혁명을 핑계 삼아 상관을 살해하는 등의 행위를 저질렀다.
마리 앙트와네트에 이르러서는 적들에게 프랑스군의 작전을 흘렸다고 전해진다. 프로이센이 프랑스에 선전 포고를 했고(1792년 7월 8일) 브라운 슈바이크 공작이 이끄는 4만2천명의 프로이센군, 2만9천명의 오스트리아, 6천명의 헤센 군대가 7월 19일 프랑스 국경을 넘었다. 그들은 “국왕 부부에게 위해를 가하면, 파리를 괴멸시킬 것”이라는 언동으로 프랑스 시민을 격분시켰다. 브라운 슈바이크 공작은 망명 귀족인 콩데 공작이 만든 왕정을 복고시켜 반대하는 사람은 사형한다는 선언을 발표한다.첫 전투에서 뒤무리에 장군의 군대는 대패했고 프랑스 혁명 정부는 큰 위기에 처했다. 한편, 프랑스에서는 7월 11일 입법 의회가 “조국이 위기에 빠졌습니다!”라는 선언을 발표했고, 선언에 따라 프랑스 각지에서 의용군이 파리에 집결했다. 이때 마르세이유에서 온 의용군이 노래하고 있던 군가가 퍼져, 이후 "라 마르세예즈"이라고 불렸다. 파리 시민과 의용군은 프랑스군의 열세의 원인은 전쟁에 비협조적인 국왕에게 있다고 생각하고, 8월 10일 튈르리 궁전을 습격하여 왕권을 중지하고 국왕 일가를 떵플 탑에 유폐했다. (→8월 10일 사건)
3국 연합군은 파죽지세로 진격을 계속했고, 8월 23일에는 롱위가, 9월 2일에는 베르됭이 함락되었고, 수도 파리를 노리는 상황이었다. 그러나, 9월 20일 뒤무리에와 켈레르만이 이끄는 프랑스 의용군과 포병대는 발미 전투에서 프로이센군의 침략을 막았다. 전투 자체는 결정적인 것이 아니었고, 프로이센군의 후퇴는 전술적인 것에 불과했지만, 최초의 승리는 프랑스 국민을 들끓게 했다. 프랑스군은 공세로 전환하고, 11월 6일 플랑드르 방면에서 뒤무리에가 저마프 전투에서 오스트리아군에게 승리하여, 남쪽 네덜란드 전역을 점령했다. 퀴스틴 백작 아당 필리프는 독일에 침공하여 프랑크푸르트까지 도달했다.

### 국가총동원령 (1793)

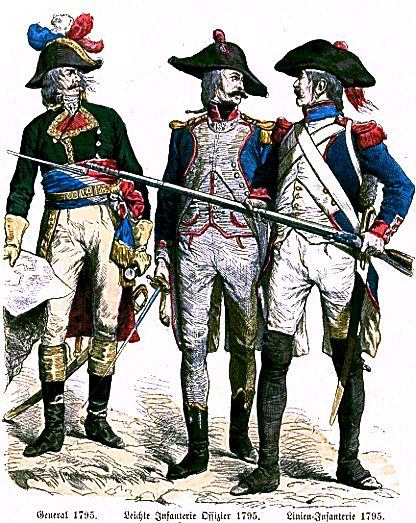
당시 프랑스 장군,장교,사병

1793년 1월 국민 공회는 전시체제 강화를 위해 국방위원회(후 공안위원회)를 설치했다. 그러나 그 당시 프랑스군의 상태는 악화되어 있었다. 전년에 군대에 참전한 의용군들이 만기를 이유로 귀향했고, 상비군에게 급여도 제대로 줄 수 없는 상태였기 때문에 전선의 병력은 점차 감소하였다. 또한 1월 21일 혁명 정부의 루이 16세의 처형은 유럽 전체를 뒤흔들었고, 스페인 · 네덜란드 · 나폴리 왕국 · 사르데냐 왕국과 그때까지 시민 혁명에 동정적이었던 잉글랜드조차 반혁명의 입장에 서게 되었다. 또한 잉글랜드로서는 네덜란드가 프랑스의 손에 떨어지는 것은 자국의 안보도 심각한 문제였다. 이러한 이유로 잉글랜드를 중심으로 한 주요국 사이에 제1차 대프랑스 동맹이 결성된다. 프랑스는 사보이 · 니스 · 벨기에를 합방하고, 잉글랜드(2월 1일) · 네덜란드(2월 1일) · 스페인에 대해서도 선전 포고를 했다.
2월 24일 국민 공회는 병력 부족을 보충하기 위한 “30만명 모병안”을 통과했지만, 기대만큼 군인은 모이지 않았다. 오히려 교회와 성직자에 대한 탄압, 국왕 처형, 증세, 불공평한 모병에 대한 반발로 3월 11일 프랑스 서부 멘에루아르주에서 방데 반란(~1801년)이 일어났다. 이 반란은 6월 낭트 전투를 고비로 확산이 멈추었으나 게릴라 전투는 1796년까지 계속되었다. 북부 전선에서는 뒤무리에가 남부 네덜란드 방위라는 정부 방침을 무시하고 자신이 제안한 대로 네덜란드를 침공했다. 저(低)라인강 유역의 신임 오스트리아 사령관으로 부임한 작스코부르크의 조시아스 공작은 콜로뉴 지방으로터 4만2천명을 이끌고 와서, 뒤무리에가 배치해 둔 여러 파견부대로 파고들었다. 프랑스군은 병력 부족과 오스트리아군의 반격 앞에 철수를 해야 하는 처지에 놓였고, 프랑스의 뒤무리에는 네덜란드 진격을 포기하고, 그가 모을 수 있었던 병사들만 데리고, 뫼즈로 돌아왔다. 양군(兩軍)은 1793년 3월 18일 네르빈덴에서 마주쳤다. 뒤무리에는, 즈마프 전투(1792년 11월 6일)에서 그가 우수한 많은 병사들을 거느렸던 것과 대조적으로, 적군보다 겨우 몇 천명 많은 병사가 있을 뿐이었다. 뒤무리에는 완전히 패배당하였다(3월 18일, 네르빈덴 전투) 그의 불완전한 계획은 무너져 내렸고, 루이 14세와 보방이 세운 국경 요새라는 강력한 전선을 가지고 있었음에도, 프랑스 병력 전원은 혼란 속에서 철수하였다. 뒤무리에는, 그의 정치적 계획이 실패하였음을 입증하면서, 공화국에 대항하기로 선언하고 그의 병사들을 설득하여 반란을 일으키려다 부하의 반대로 여의치 않자 오스트리아 진영으로 도망갔다.(4월 5일)
리더를 잃은 프랑스 공화파 군대는 발렌시엔느로 줄지어 퇴각하였다. 그러나 거기서 그들은 다른 장군을 찾아냈으니, 오귀스탱 마리 피코였다. 그는 비록 허영심 많고 사치스런 자였으나, 전직 연대장이었고, 공화정에 대한 진정한 충성심도 가진 인물이었다. 또한 용기도 빛났다. 가장 어려운 시기에 그는 상부의 명령이나 전임자로부터의 조언도 없이 고삐를 쥐었다. 그리고 능숙한 일처리와 열정적인 선동으로 흩어진 병사들의 힘과 마음을 다시 일으켜 세우기 시작하였다. 게다가 그는 두 번째 역습을 피하여 발렌시엔느 뒷쪽으로 군사들을 잘 배치하였다. 됭케르크와 카슬 지역, 릴 부근의 라 마들렌느의 캠프, 그리고 부솅을 여러 그룹의 재집결장소로 택했다. 지휘 사령부는 부솅에 두었다. 프랑스 남부에서는 자코뱅파 정권에 대한 반란도 일어났다. 4월 29일 마르세이유, 5월 29일 리옹에서 반정부 반란 정권이 탄생하였고, 7월 12일에는 툴롱가 반기에서는 잉글랜드군을 원군으로 초청했다. 또한 잉글랜드는 5월 31일에 프랑스에 대한 해상 봉쇄를 단행하고, 스페인군 · 사르데냐군도 국경을 넘어 왔고, 오스트리아군은 바렌시엔느를 함락시켰다. 프랑스는 다시 궁지에 빠졌다.
8월 23일 국민 의회는 "국가총동원령"을 발령하고, 징병제를 시행했다. 허용된 30만명 모병과 달리, 각 계층의 국민을 평등하게 징병하여 새로 120만 군인이 군에 참가했다. 이것은 용병을 군대의 주력으로 하고 있던 당시의 유럽 군주제 국가에서는 상상할 수 없을 정도의 큰 병력이었다. 거대한 국민군으로 바뀐 프랑스군은 라자르 카르노의 지도 하에 13개 군단으로 재편했고, 반격의 준비를 갖췄다. 프랑스 북부군(北部軍) 사령관 장 니콜라 우샤르는 요크 공작 프레더릭이 이끄는 잉글랜드군을 9월 8일 혼트쇼트(Hondschoote) 전투에서 승리하여 됭케르크를 포위에서 풀어 놓았다. 북부군의 후임 사령관 장바티스트 주르당은 10월 15일에서 16일까지 이틀간 벌인 와티니 전투에서 조시아스 공작이 지휘하는 오스트리아-프로이센군에게 승리했다.
국내에서도 8월 25일에는 마르세유, 10월 10일 ‘리옹의 반란’이 진압되었다. 하지만 툴롱은 후드 총독이 지휘하는 잉글랜드 함대의 지원을 받고 있었기 때문에 공략에 난항을 겪었다. 프랑스군은 10월 30일과 11월 15일 두 번에 걸친 공격에 실패하여 사령관이 파면되었다. 후임 사령관으로 취임한 뒤고미에는 당시 아직 24세 포병 장교 나폴레옹이 세운 지혜로운 전략을 채택하여 12월 19일 툴롱 탈환에 성공했다. (툴롱 포위전)

### 네덜란드 점령(1794~95)
프랑스군의 대군은 대프랑스 동맹군을 압도했지만, 한편으로는 그런 대군의 보급에 대해서는 적국 영토에서 징발에 의존하고 있었다. 이후 전쟁은 프랑스의 침략 양상을 가지게 되었다. 주르당이 플뢰뤼스 전투에서 오스트리아군에게 승리했다(1794년 6월 26일). 이 결과 대프랑스 동맹군은 라인강 서쪽에서 철수할 수밖에 없었고, 프랑스군은 남부 네덜란드와 라인란트의 대부분을 제압했다.
1795년 초, 하천의 결빙으로 네덜란드의 요새의 방어력이 떨어지는 겨울철을 노려 피슈그류가 이끄는 프랑스군은 네덜란드에 대규모 공세를 펼쳤다. 네덜란드는 프랑스 혁명에 동참하고 협력하는 사람들도 많았고, 도시는 차례로 함락되어 네덜란드 총독 빌렘 5세가 도망가고, 네덜란드 함대는 접수되었다. 그리하여 네덜란드에 바타비아 공화국이 세워졌고(1795년 1월 19일), 브라반트 공국과 마스트리히트가 프랑스에 할양되었다.
네덜란드의 함락을 보고 프로이센도 프랑스와 강화를 결정해 4월 5일 바젤 조약을 체결했다. 조약에 따라 프로이센은 프랑스의 라인란트 합병을 인정했지만, 폴란드 분할에 집중할 수 있게 되었다. 같은 해, 프랑스군은 스페인에서 진격을 거듭, 스페인과도 평화에 응했다. 7월 22일 제2차 바젤 조약에서 스페인은 점령지의 회복에 대한 대가로 혁명 정부의 승인과 산토도밍고의 할양을 인정했다. 양국의 강화에 따라 프랑스는 즉각적인 궁지를 벗어났다.
프랑스 국민공회가 해산되고 프랑스 총재정부가 성립(1795년 10월 26일)되자 프랑스군은 잉글랜드와 오스트리아에 대한 전쟁 수행에 박차를 가하였다. 다만, 영국을 직접 공격할 수는 없었기에 오스트리아의 영향권 밑에 있는 북부 이탈리아의 정복에 착수했다.

### 제1차 이탈리아 원정(1796~97)

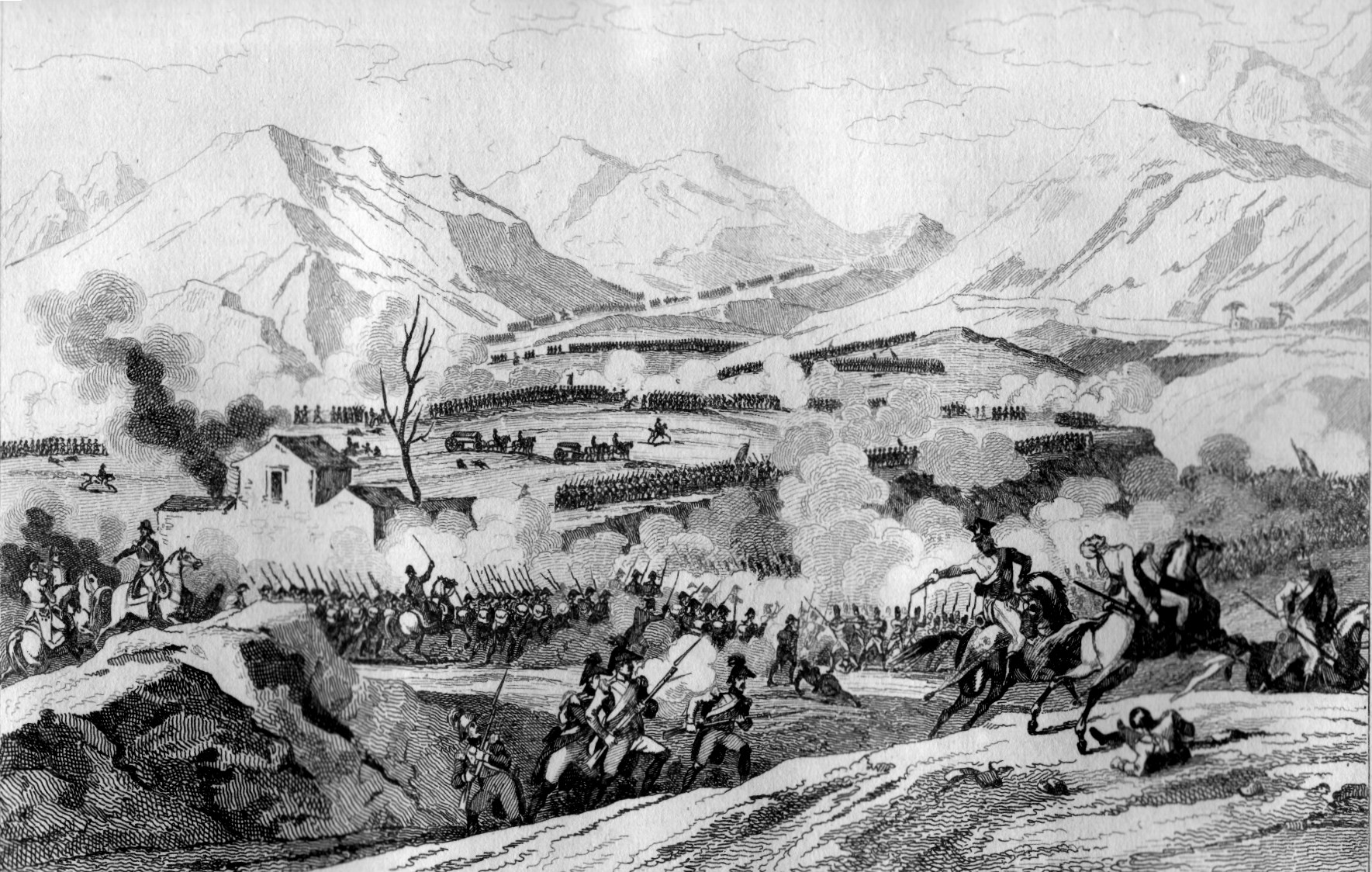
리볼리 전투

1796년 프랑스 총재정부는 오스트리아를 굴복시키기 위해 세 방향에서 공격을 계획했다. 라인 방면의 2개 군을 주르당과 모로가 이끌었고, 이탈리아 원정군 사령관에는 바라스의 조치에 의해 보나파르트가 발탁되었다. 3군은 티롤에서 합류 비엔나를 점령하는 작전이었다.
전략은 4월에 시작되었다. 당초 주르당과 모로는 순조롭게 진격했다. 모로는 바이에른을 통과하여, 9월경 티롤의 국경에까지 도달했다. 그러나 주르당이 이끄는 프랑스군은 테셴 공작 카를에 패배하여 라인강 서쪽으로 퇴각할 수밖에 없었다.
한편 나폴레옹은 이탈리아에서 작전을 성공시키고 있었다. 우선 지금까지 최전선에서 프랑스군과 대치 해왔던 사르데냐 왕국을 약 1개월 만에 항복하게 하고, 오스트리아군의 거점 만토바를 포위했다. 뷔름저와 아르비트가 이끄는 오스트리아군은 만토바 탈환을 목표로 반격에 나섰지만, 나폴레옹에게 카스틸리오네 전투(8월 5일), 아르콜레 다리 전투(11월 15일~17일)에서 패배했다.
그 당시 왕당파의 참여와 영국의 지원을 받아 오래 끌던 방데 반란이 라자르 오슈에 의해 1796년 상반기에 진압되었다. 12월, 오슈는 아일랜드에 원정을 시도했고, 영국 함대의 방해로 인해 상륙 작전은 실패로 끝났다. 또한 10월에는 스페인이 프랑스 편에 서서 영국에 선전 포고하였고, 스페인 함대는 1797년 2월 14일 쌍 빈센트 곶 해전에서 존 저비스와 넬슨이 이끄는 영국 함대에 패했다.
1797년 1월 14일, 이탈리아 방면에서는 오스트리아가 리볼리 전투에서도 패배하였고, 2월 2일 만토바가 성문을 열였다. 나폴레옹은 티롤에서 비엔나를 향해 진격하였고, 카를 대공도 나폴레옹의 기세를 멈추지 못했다. 오스트리아는 휴전을 제의하였고, 4월 18일 레오벤 조약이 체결되었다. 그 후 반년별로 협상을 거쳐 10월 17일 프랑스와 오스트리아는 캄포포르미오 조약을 체결했다. 프랑스는 남부 네덜란드와 라인 강 좌측 해안을 합병하고, 북부 이탈리아에 치살피나 공화국, 이탈리아 공화국 등 위성국을 성립시켰다. 맞 교환으로 오스트리아는 베네치아 공화국을 합병했다. 오스트리아의 탈퇴로 제1차 대프랑스 동맹은 붕괴되었다.

### 이집트-시리아 원정(1798)

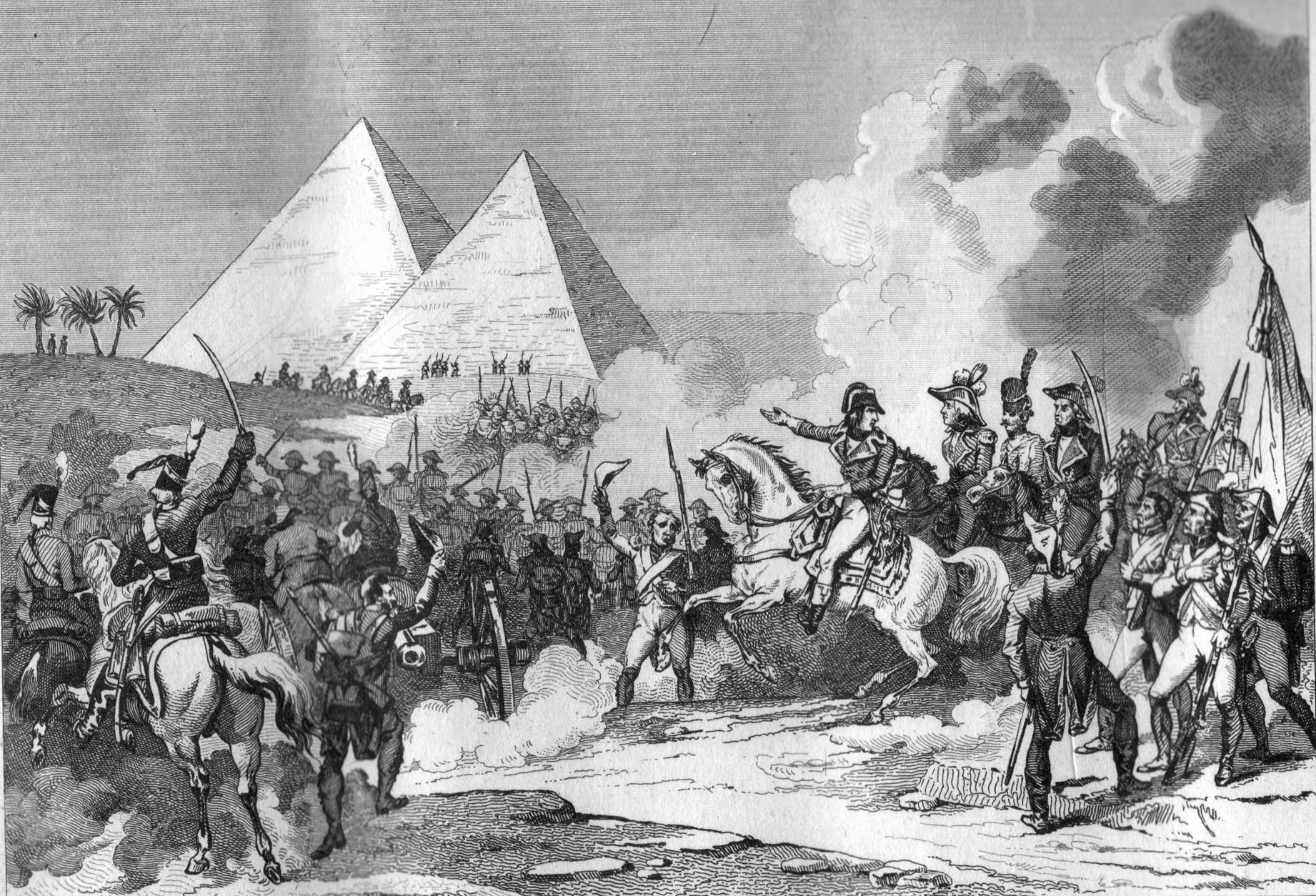
피라미드 전투, 1798년

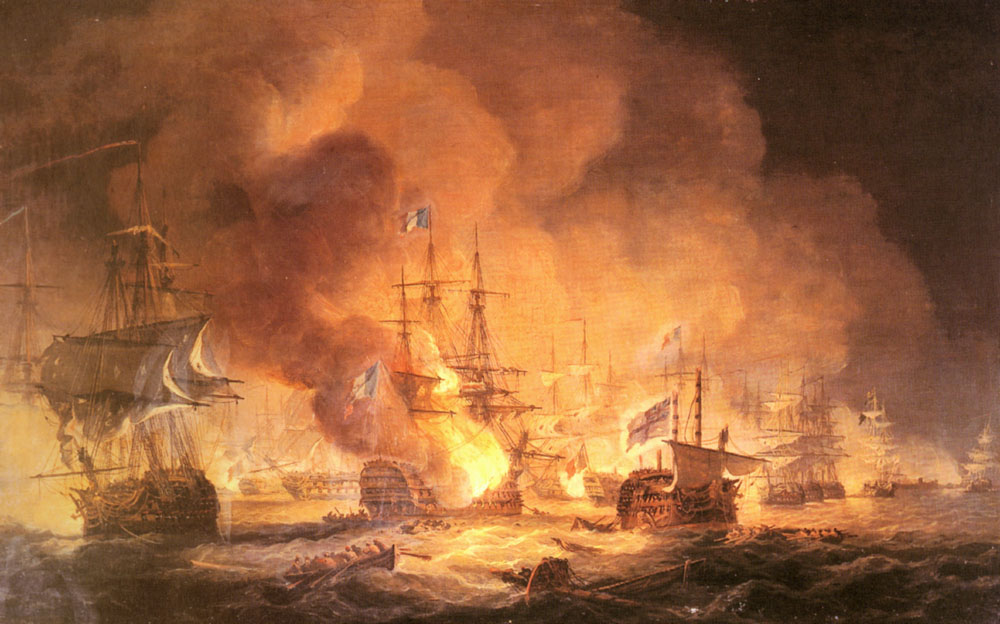
나일 해전, 1798년

오스트리아의 탈락으로 영국만 전쟁을 계속하는 상황이 되었지만, 강력한 해군을 보유하여 제해권을 쥐고 있는 영국에게 프랑스는 타격을 줄 수 없었다. 그래서 나폴레옹은 영국과 인도와의 연계를 끊기 위해, 오스만 제국령 이집트에 원정할 것을 총재 정부에 건의했다.
1798년 5월 19일, 나폴레옹이 이끄는 이집트 원정군은 툴롱 항을 출발하였다. 도중 몰타를 점령하고, 7월 2일 이집트 아부키르 만에 상륙했다. 7월 21일 피라미드 전투에서 현지의 이집트군에게 승리를 거두고 이어 카이로에 입성한다. 그러나 10일 후 8월 1일 나일 해전에서 허레이쇼 넬슨이 이끄는 영국 함대에 프랑스 함대가 대패하여 나폴레옹은 이집트에 고립되게 된다. 나폴레옹은 시리아 방면으로 침공하여 아코를 포위하지만(아코 공방전, 1799년 3월 18일 -5월 20일) 공략에 실패하고 이집트로 퇴각했다.
이 무렵 유럽에서는 2월 프랑스군이 교황령에 침공해 로마공화국을 건국했다. 3월 스위스에서 내란에 개입하여 이곳에 헬베티아 공화국을 건국하였고, 제네바를 합병했다. 또한 8월 아일랜드의 반란을 틈타 프랑스군은 다시 아일랜드에 대한 원정을 실시한다. 이번엔 상륙에 성공하지만, 제해권이 없는 상황에서 전략은 오래가지 않았고, 증원을 하지 못한 원정군은 9월에 항복했다.

### 제2차 이탈리아 전쟁(1798~1801)
1798년 1월부터 스웨덴의 악셀 폰 페르센 백작의 중재 하에 프랑스 혁명 전쟁의 종결을 목표로 한 제2차 라슈타트 회의가 열린 것도 메테르니히의 책략으로 오스트리아는 회의를 질질끌어 강화를 하기 전에 대프랑스 동맹을 재건할 시간을 벌기에 성공한다. 그리하여 12월, 영국 · 오스트리아 · 러시아 등에 의해 제2차 대프랑스 동맹이 결성되었다. 1799년 오스트리아가 북이탈리아를 탈환했다. 다시 위험에 빠진 프랑스는 국민들 사이에 총재정부를 규탄하는 목소리가 높아져갔다. 1799년, 이탈리아 북부에서는 오스트리아군의 공세와 알렉산드르 수보로프가 이끄는 러시아군의 전선 합세를 통해 프랑스군은 열세에 처하게 된다. 이탈리아 원정군 사령관 장 빅토르 마리 모로는 8월 제노바까지 후퇴했다. 라인 방면에서는 카를 대공이 이끄는 오스트리아군에 프랑스군은 3월 25일 스토케쉬 전투에서 패해 장바티스트 주르당은 해임되고 앙드레 마세나가 후임을 맡게 되었다. 스위스 방면에서 러시아 · 오스트리아 연합군과 프랑스군이 일진일퇴의 공방을 계속 벌였지만, 마세나는 9월 25일 제2차 취리히 전투에서 연합군을 격파했다. 러시아는 이듬해에는 프랑스와 화평을 맺었다.
이 상황에서 나폴레옹은 약간의 부하와 함께 이집트를 탈출하여 프랑스로 돌아가 11월 9일, 브뤼메르 18일 쿠데타를 일으켜 집정정부를 세우고 제일 집정에 취임하여 독재 권력을 쥐게 된다. 1800년 나폴레옹은 반격을 위해 알프스산맥을 넘어 북부 이탈리아에 진출했다. 6월 14일 마렝고 전투에서 프랑스군은 오스트리아군의 급습을 받아 궁지에 몰렸지만, 반격에 성공한다. 모로가 이끄는 라인 방면군도 12월 3일 호엔린덴 전투에서 오스트리아군에게 승리했다.
1801년 2월 9일 오스트리아는 뤼네빌 조약에 응하여 캄포-포르미오 조약 내용을 재승인 하고 프랑스와 강화했다. 프랑스와의 전쟁을 계속한 국가는 다시 잉글랜드만 남게 되었다. 또한 잉글랜드의 몰타 점령으로 통상권을 침해당한 덴마크, 스웨덴은 잉글랜드의 지중해 진출에 난색을 표했던 러시아, 프로이센과 제2차 무장 중립 동맹을 결성(1800)하고 영국과 충돌했다. 이에 대해 영국은 코펜하겐 해전(1801년 4월 2일)에서 덴마크 함대를 격파하고 무장 중립 동맹을 해체시켰다. 이로써 러시아, 스웨덴은 영국과 화해하고, 덴마크는 프랑스에게 접근하게 되었다. 이집트에서는 3월 22일 잉글랜드군과 오스만 제국군이 제2차 아부키르 전투에서 승리하여 반년 후에 프랑스의 이집트 원정군을 항복하게 했다.

## 강화

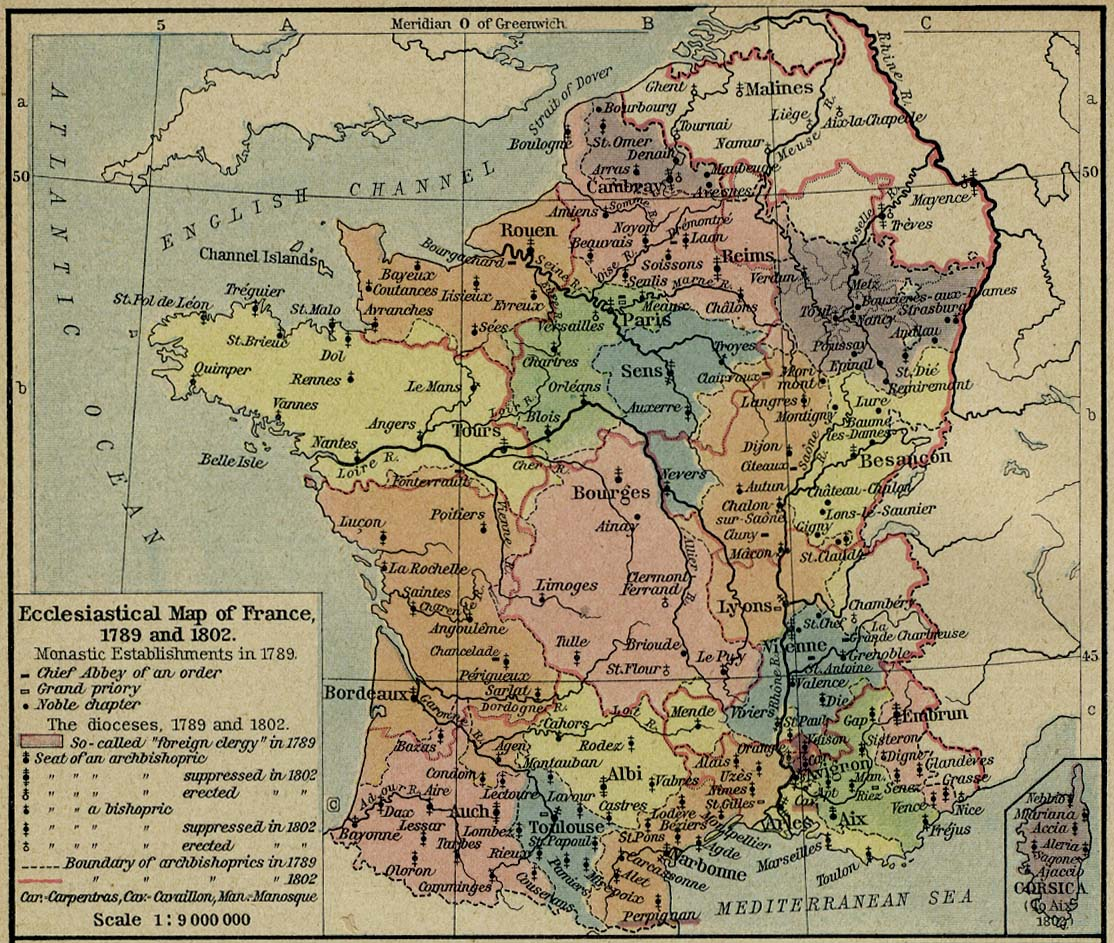
1789년부터 1802년 사이의 프랑스령 확대. 프랑스는 남부 네덜란드, 라인란트, 사부아니스를 합병했다

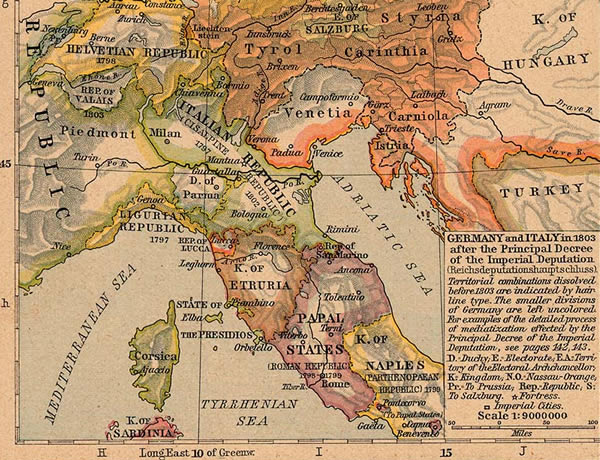
1803년 북부 이탈리아. 스위스 건국, 헬베티아 공화국. 북부 이탈리아에 건국된 치차르피나 공화국, 리구리아 공화국은 프랑스의 위성국이 되었다

영국에서는 대프랑스 주전파인 윌리엄 피트가 국내의 종교 문제 등으로 퇴진(1801년 3월 14일)하고, 대프랑스 주화파인 헨리 애딩턴이 수상이 되었다. 프랑스의 첫 번째 집정 나폴레옹도 국내의 안정을 중시하고 강화를 원하고 있었다. 이런 배경 하에, 양국은 프랑스 북부 아미앵에서 강화 조약을 체결했다(1802년 3월 25일).
영국은 그때까지 얻은 프랑스의 영토 취득을 승인하고, 몰타 · 케이프 식민지 · 이집트 등 점령지에서 군대를 철수할 것을 약속했다. 프랑스도 나폴리 왕국과 교황령에서 철수를 약속했다. 이후 1년 간 유럽에 평화가 지속되었다.

## 영향
프랑스 혁명 정부는 붕괴 직전의 아슬아슬한 상황까지 몰렸지만, 의용군을 만들어 대프랑스 동맹군을 격파했다. 네덜란드, 남부 네덜란드, 라인란트, 스위스, 이탈리아 등 지역을 정복하고 프랑스의 역대 군주들이 수년에 품어 왔던 영토 야심을 순식간에 달성했다. 하지만 전쟁 과정에서 공화국 내부에서는 육군의 정치력이 증가하였다. 장군들은 마음대로 적국과 협상하였고, 나폴레옹에 이르러서는 장교에서 최고 권력자에까지 올랐다. 그러나 1804년 나폴레옹의 제정의 시작은 공화국 자체를 종식시켰다.
아미앵 조약에 따른 영국과 프랑스 사이의 대립 관계는 근본적으로는 해소되지 않았다. 1803년 5월 16일, 영국은 아미앵 조약을 파기하고 프랑스에 선전 포고하고 양국은 유럽 전체를 침몰시킨 나폴레옹 전쟁으로 돌입한다. 나폴레옹이 이끄는 신생 프랑스는 다른 국가를 압도하지만, 이전의 혁명 전쟁에서 얻은 성과를 모두 상실하는 궁극적인 패배가 기다리고 있었다.

## 같이 보기
- 프랑스 혁명
- 나폴레옹 전쟁
- 제2차 백년전쟁

### 참조주
1. ↑  김용구. 《세계외교사》 1995(上 · 下 合本)판. 서울대학교 출판부. 3쪽. ISBN 89-7096-413-4. 프랑스혁명은 결국 프랑스의 순수한 국내문제로 남아 있을 수 없게 되었다. 알사스지방에 독일군주들이 갖고 있던 소유권이 혁명으로 영향을 받게 되자 독일군주들과의 긴장관계가 야기되었다. 또 프랑스국내의 교회재산이 몰수되고 아비뇽(Avignon)지방을 프랑스가 합병함으로써 법왕과의 관계는 악화되었다.
2. ↑  F. A. M. Miguet (1824). 《History of the French Revolution from 1789 to 1814》. 130쪽. Having failed in these efforts, I now come, according to the terms of the constitution, to propose to the national assembly war against the king of Hungary and Bohemia." ... As soon as the king had withdrawn, the assembly voted an extraordinary sitting for the evening. In that sitting war was almost unanimously decided upon.
3. ↑  David Hannay (1911). 《1911 Encyclopædia Britannica/French Revolutionary Wars》. France declared war on Austria on the 20th of April 1792. (프랑스는 1792년 4월 20일 오스트리아에 전쟁을 선포하였다.)
4. ↑  David Hannay (1911). 《1911 Encyclopædia Britannica/French Revolutionary Wars》. … and before a serious action had been fought, the three armies of Rochambeau, Lafayette and Lückner had resolved themselves into two commanded by Dumouriez and Kellermann. (본격적으로 전쟁을 치르기 전, 로샹보, 라파예트, 그리고 뤼크네르의 부대들은 뒤무리에와 켈레르만의 부대로 재편되었다.
5. ↑  David Hannay (1911). 《1911 Encyclopædia Britannica/French Revolutionary Wars》. The year 1793 opened disastrously for the Republic. As a consequence of Jemappes and Valmy, France had taken the offensive both in Belgium, which had been overrun by Dumouriez’s army, and in the Rhine countries, where Custine had preached the new gospel to the sentimental and half-discontented Hessians and Mainzers.
6. ↑  David Hannay (1911). 《1911 Encyclopædia Britannica/French Revolutionary Wars》. But the execution of Louis XVI. raised up a host of new and determined enemies. England, Holland, Austria, Prussia, Spain and Sardinia promptly formed the First Coalition. England poured out money in profusion to pay and equip her Allies’ land armies, and herself began the great struggle for the command of the sea … .
7. ↑  김용구. 《세계외교사》, 1995(上 · 下 合本), 서울대학교 출판부, 3~4쪽. ISBN 89-7096-413-4 “프랑스는 11월 유럽의 현존하는 정부들을 전복하려는 모든 인민들에게 원조를 제공하겠다는 폭탄선언을 하였고 1793년 1월에 드디어 루이 16세를 처형하였다. 이때부터 프랑스는 대외팽창에의 길을 걷게 되었다. 사보이(Savoy), 니스(Nice) 그리고 벨지움을 합방하고 영국, 네덜란드 그리고 스페인에 대하여 전쟁을 선포하였다.”
8. ↑  David Hannay (1911). 〈Campaigns in the Netherlands〉. 《1911 Encyclopædia Britannica/French Revolutionary Wars》. In the Low Countries, while Dumouriez was beginning his proposed invasion of Holland, Prince Josias of Saxe-Coburg, the new Austrian commander on the Lower Rhine, advanced with 42,000 men from the region of Cologne, and drove in the various detachments that Dumouriez had posted to cover his right. The French general thereupon abandoned his advance into Holland, and, with what forces he could gather, turned towards the Meuse.  The two armies met at Neerwinden (q.v.) on the 18th of March 1793. Dumouriez had only a few thousand men more than his opponent, instead of the enormous superiority he had had at Jemappes. Dumouriez was thoroughly defeated, the house of cards collapsed, and the whole of the French forces retreated in confusion to the strong line of border fortresses, created by Louis XIV. and Vauban. Dumouriez, witnessing the failure of his political schemes, declared against the Republic, and after a vain attempt to induce his own army to follow his example, fled (April 5) into the Austrian lines. (저지대 국가들에서, 뒤무리에는 자신이 제안한 네덜란드 공객을 시작하고 있을 때, 저(低)라인강 유역의 신임 오스트리아 사령관으로 부임한 작스코부르크의 조시아스 공작은 콜로뉴 지방으로터 4만2천명을 이끌고 와서, 뒤무리에가 배치해 둔 여러 파견부대로 파고들었다. 그러자 프랑스의 뒤무리에 장군은 네덜란드 진격을 포기하고, 그가 모을 수 있었던 병사들만 데리고, 뫼즈로 돌아왔다. 양군(兩軍)은 1793년 3월 18일 네르빈덴에서 마주쳤다. 뒤무리에는, 즈마프에서 그가 우수한 많은 병사들을 거느렸던 것과 대조적으로, 적군보다 겨우 몇 천명 많은 병사가 있을 뿐이었다.  뒤무리에는 완전히 패배당하였다. 그의 불완전한 계획은 무너져 내렸고, 루이 14세와 보방이 세운 국경 요새라는 강력한 전선을 가지고 있었음에도, 프랑스 병력 전원은 혼란 속에서 철수하였다. 뒤무리에는, 그의 정치적 계획이 실패하였음을 입증하면서, 공화국에 대항하기로 선언하고 그의 병사들을 설득하여 오스트리아 진영으로 도망갔다.(4월 5일)  )
9. ↑  David Hannay (1911). 〈Campaigns in the Netherlands〉. 《1911 Encyclopædia Britannica/French Revolutionary Wars》. The leaderless Republicans streamed back to Valenciennes. There, however, they found a general. Picot (comte de) Dampierre was a regimental officer of the old army, who, in spite of his vanity and extravagance, possessed real loyalty to the new order of things, and brilliant personal courage. At the darkest hour he seized the reins without orders and without reference to seniority, and began to reconstruct the force and the spirit of the shattered army by wise administration and dithyrambic proclamations. Moreover, he withdrew it well behind Valenciennes out of reach of a second reverse. The region of Dunkirk and Cassel, the camp of La Madeleine near Lille, and Bouchain were made the rallying points of the various groups, the principal army being at the last-named. (리더를 잃은 프랑스 공화파 군대는 발렌시엔느로 줄지어 퇴각하였다. 그러나 거기서 그들은 다른 장군을 찾아냈다. 당피에르 백작 피코는 비록 허영심 많고 사치스런 자였으나,  전직 연대장이었고, 공화정에 대한 진정한 충성심도 가진 인물이었다. 또한 용기도 빛났다. 가장 어려운 시기에 그는 명령이나 전임자로부터의 조언도 없이 고삐를 쥐었다. 그리고 능숙한 일처리와 열정적인 선동으로 흩어진 병사들의 힘과 마음을 다시 일으켜 세우기 시작하였다. 게다가 그는 두 번째 역습을 피하여 발렌시엔느 뒷쪽으로 군사들을 잘 배치하였다. 됭케르크와 카슬 지역, 릴 부근의 라 마들렌느의 캠프, 그리고 부솅을 여러 그룹의 재집결장소로 택했다.  지휘 사령부는 부솅에 두었다. )
10. ↑  앨리스테어 혼 저, 한은경 역 《나폴레옹의 시대》 을유문화사 (2006) 16쪽 ISBN 978-89-324-3075-1 “8년 후인 1793년에는 툴롱에서 처음으로 무훈을 세운다. 당시 핵심적인 해군기지였던 툴롱은 후드 총독이 지휘하는 영국 함대의 명령 아래 있었다. 항구를 포위하던 프랑스 혁명군의 한 장군이 24세의 포병 대위 나폴레옹을 불러들였다. 청년 나폴레옹 보나파르트는 천재적인 혜안慧眼으로 전략을 세워 영국군을 쫓아내는 승리를 거두었다.”
11. ↑  김용구. 《세계외교사》, 1995(上 · 下 合本), 서울대학교 출판부, 5쪽. ISBN 89-7096-413-4 “한편 프랑스는 1795년 10월부터 5집정관 정부(Directoire)시대에 접어들면서 영국과 오스트리아에 대한 전쟁수행에 박차를 가하였다. 영국을 직접 공격할 수 없는 나폴레옹은 오스트리아의 영향권 밑에 있는 이탈리아 진격을 단행하였다.”